# Poemi sinfonici (Liszt)

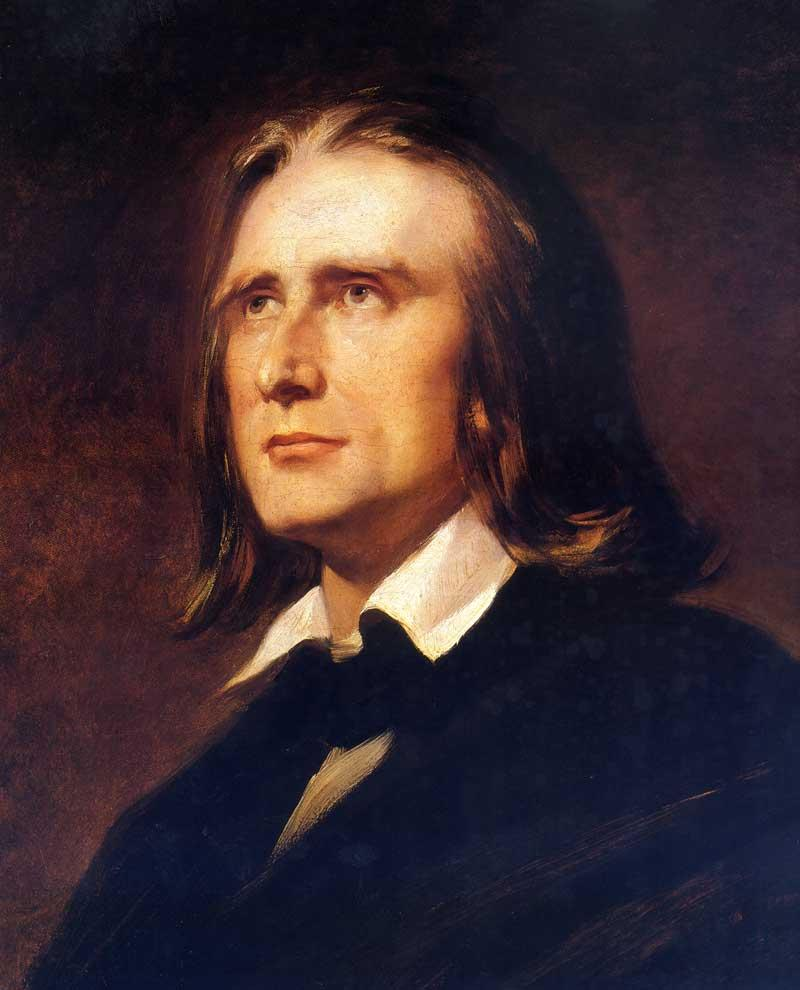
Franz Liszt, dopo un dipinto del 1856 di Wilhelm von Kaulbach.

I poemi sinfonici del compositore ungherese Franz Liszt sono una serie di 13 opere orchestrali, numerate S.95-107. I primi 12 sono stati composti tra il 1848 ed il 1858 (anche se parte del materiale musicale usato è stato concepito in precedenza); l'ultimo, Von der Wiege bis zum Grabe (Dalla culla alla tomba), seguì nel 1882. Questi lavori hanno contribuito a creare il genere della musica a programma orchestrale, composizioni scritte per illustrare un piano extra-musicale derivato da una commedia, una poesia, una pittura o un'opera della natura. Hanno ispirato i poemi sinfonici di Bedřich Smetana, Antonín Dvořák, Richard Strauss e altri.
L'intento di Liszt, secondo il musicologo Hugh MacDonald, era che questi lavori a un solo movimento "mostrassero la logica tradizionale del pensiero sinfonico." In altre parole, Liszt voleva che questi lavori mostrassero una complessità nella loro interazione di temi simili a quelli solitamente riservati al movimento di apertura della sinfonia classica; questa sezione principale autosufficiente era normalmente considerata la più importante nel più ampio complesso della sinfonia in termini di rendimento scolastico e di architettura musicale. Allo stesso tempo, Liszt ha voluto inserire la capacità della musica a programma di ispirare gli ascoltatori ad immaginare scene, immagini, o stati d'animo. Per catturare queste qualità drammatiche e suggestive, mentre raggiungeva la gamma di un movimento di apertura, univa elementi di ouverture e sinfonia in una sonata con un design modificato. La composizione dei poemi sinfonici si dimostrò scoraggiante. Erano sottoposti a un continuo processo di sperimentazione creativa che comprendeva molte fasi di composizione, prove e revisioni per raggiungere un equilibrio di forma musicale.
Consapevole del fatto che il pubblico apprezzava la musica strumentale con un contesto, Liszt scrisse la prefazione per nove dei suoi poemi sinfonici. Tuttavia la visione di Liszt del poema sinfonico tendeva ad essere evocativa, utilizzando la musica per creare uno stato d'animo generale o un'atmosfera piuttosto che per illustrare un racconto o descrivere qualcosa letteralmente. A questo proposito, Humphrey Searle, autorevole studioso di Liszt, suggerisce che egli potrebbe essere stato più vicino al suo contemporaneo Hector Berlioz rispetto a molti altri che lo seguivano nello scrivere poemi sinfonici.

## Contesto storico

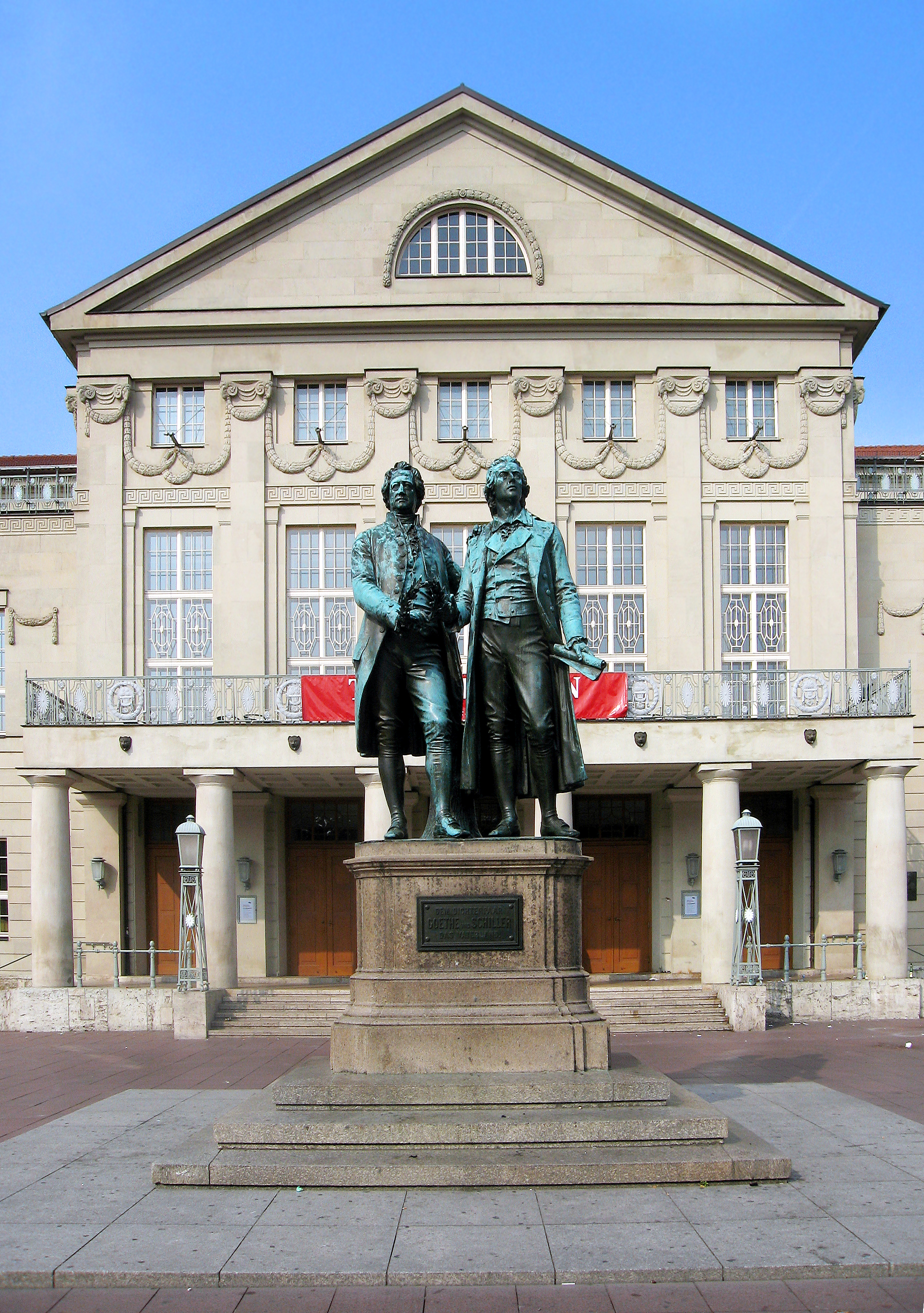
Goethe e Schiller. Di fronte al Teatro Nazionale tedesco e alla Staatskapelle di Weimar, dove molti dei poemi sinfonici di Liszt ebbero la prima

Secondo lo storico culturale Hannu Salmi, la musica classica cominciò a diventare importante pubblicamente in Europa occidentale nella seconda parte del XVIII secolo attraverso l'istituzione di concerti di società musicali in città come Lipsia e la successiva diffusione di questi eventi a mezzo stampa. Questa fu una conseguenza della rivoluzione industriale, secondo il critico musicale e storico Harold C. Schonberg, che apportò modifiche allo stile di vita delle masse lavoratrici del primo XIX secolo. Le classi medio-basse cominciarono ad interessarsi alle arti, che in precedenza erano state godute in gran parte dal clero e dall'aristocrazia. Nel 1830, le sale da concerto erano poche e le orchestre servivano principalmente per produzione di opere, mentre le opere-sinfoniche venivano considerate di gran lunga inferiori per importanza. Tuttavia, la scena musicale europea subì una trasformazione nel 1840. Anche se il ruolo della religione diminuiva, Salmi afferma, la cultura del XIX secolo era rimasta religiosa e la presenza delle arti in un ambiente storico o parimenti impressionante "possono comunque aver generato un entusiasmo simile all'esperienza del sacro." Schonberg, storico della cultura, Peter Cay e il musicologo Alan Walker aggiungono che, mentre gli aristocratici ancora tenevano eventi musicali privati, erano cresciuti i concerti pubblici come istituzioni per la classe media, che era in una crescita fiorente e poteva ora permettersi di partecipare. Come l'interesse germogliava, questi concerti furono eseguiti in un numero sempre crescente di luoghi. I programmi spesso duravano più di tre ore, "anche se il contenuto era sparuto: due o più sinfonie, due ouverture, numeri vocali e strumentali, duetti, un concerto" Circa la metà della musica presentata era di natura vocale. Sinfonie di Wolfgang Amadeus Mozart, Franz Joseph Haydn o Ludwig van Beethoven in genere aprivano o chiudevano i concerti e "mentre queste opere erano venerate come modelli di grande musica, erano in ultima analisi, meno popolari di arie e scene di opere e oratori che stavano in primo piano nel mezzo di questi concerti."
Nel frattempo il futuro del genere sinfonico era in forse. Il musicologo Mark Evan Bonds scrive: "Anche le sinfonie di compositori ben noti del XIX secolo come Méhul, Rossini, Cherubini, Hérold, Czerny, Clementi, Weber e Moscheles erano percepite, nel loro tempo, come ferme all'ombra sinfonica di Haydn, Mozart, Beethoven, o una combinazione dei tre". Mentre molti compositori continuarono a scrivere sinfonie nel corso degli anni 1820 e '30, "c'era un senso crescente che queste opere fossero esteticamente di gran lunga inferiori a Beethoven.... La vera domanda non era tanto se le sinfonie potesserro ancora essere scritte, ma se il genere potesse continuare a crescere e prosperare come aveva fatto rispetto al precedente mezzo secolo in mano ad Haydn, Mozart e Beethoven. A questo proposito, c'erano vari gradi di scetticismo, ma praticamente nessun vero ottimismo".
Il nocciolo della questione, afferma Bonds, "non è mai stato relativo allo stile ... ma piuttosto al concetto generico". Tra la sua terza e settima Sinfonia, Beethoven aveva spinto la sinfonia ben oltre i confini del divertimento, spingendosi in una enunciazione morale, politica e filosofica. Con l'aggiunta di testo e voci nella sua Nona Sinfonia, non solo ridefinì il genere, ma pose anche il problema se la musica strumentale potesse davvero essere superiore alla musica vocale. La Nona infatti, dice Bonds, è diventata il catalizzatore che ha alimentato il dibattito sul genere sinfonia. Hector Berlioz era l'unico compositore "in grado di affrontare con successo l'eredità di Beethoven". Tuttavia anche Felix Mendelssohn, Robert Schumann e Niels Gade ottennero successi con le loro sinfonie, fermando almeno temporaneamente il dibattito sul fatto che il genere fosse o meno morto. Indipendentemente da ciò, i compositori erano sempre più rivolti alla "forma più compatta" della sinfonia concerto "come un veicolo all'interno del quale fondere musica, narrativa e idee pittoriche"; gli esempi includono le ouverture Sogno di una notte di mezza estate (1826) e Le Ebridi (1830) di Mendelssohn.

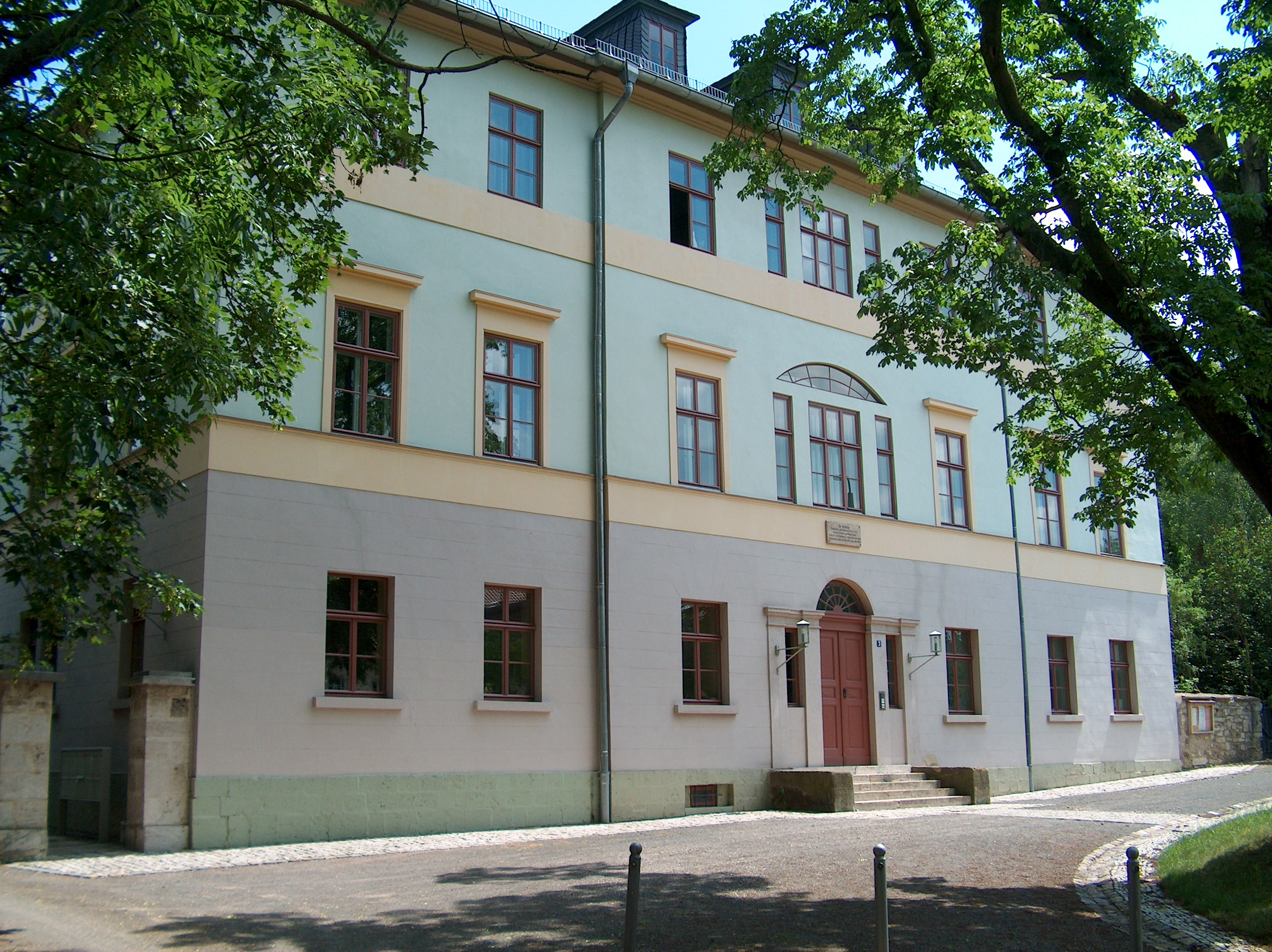
L'Altenburg, residenza di Liszt a Weimar (1848–1861), dove scrisse i primi 12 dei suoi poemi sinfonici.

Franz Liszt, un compositore ungherese, aveva tentato di scrivere una Sinfonia Rivoluzionaria fin dal 1830; tuttavia nella prima parte della sua vita adulta la sua attenzione era stata concentrata per lo più sulla sua carriera di concertista. Nel 1847, Liszt era famoso in tutta Europa come pianista virtuoso. La "Lisztomania" aveva spazzato tutta l'Europa, la carica emotiva dei suoi recital che li rendeva "più simili a sedute spiritiche che non a eventi musicali seri", e la reazione di molti dei suoi ascoltatori poteva essere caratterizzata come isterica. Il musicologo Alan Walker dice: "Liszt era un fenomeno naturale, e la gente era influenzata da lui .... con la sua personalità ipnotica e la lunga criniera di capelli fluenti, ha creato una presenza scenica impressionante. E c'erano molti spettatori a testimoniare che il suo modo di suonare aveva effettivamente aumentato lo stato d'animo del pubblico ad un livello di estasi mistica." Le esigenze di una vita da concerto "raggiunsero proporzioni esponenziali" ed "ogni apparizione pubblica portava con sé dozzine di altre esigenze." Liszt voleva comporre musica, come ad esempio opere per orchestra di grandi dimensioni, ma gli mancava il tempo per farlo come virtuoso itinerante. Nel mese di settembre 1847, Liszt diede il suo ultimo recital pubblico come artista pagato e annunciò il suo ritiro dal palcoscenico. Si stabilì a Weimar, dove era stato nominato direttore musicale onorario nel 1842, per lavorare su composizioni sue.
Weimar era una piccola città che offriva numerose attrazioni a Liszt. Due dei più grandi uomini di lettere della Germania, Johann Wolfgang von Goethe e Friedrich Schiller, avevano entrambi vissuto lì. Come uno dei centri culturali della Germania, Weimar vantava un teatro e un'orchestra ,più pittori, poeti e scienziati propri. L'Università di Jena era nelle vicinanze. Ancora più importante, patrona della città era la Granduchessa Marija Pavlovna, sorella dello zar Nicola I di Russia. "Questa alleanza tripla di corte, teatro e mondo accademico era difficile da resistere." La città ha anche goduto della sua prima linea ferroviaria nel 1848, che diede a Liszt un accesso relativamente veloce da lì fino al resto della Germania.

## L'invenzione del poema sinfonico
Liszt desiderava ampliare le composizioni a singolo movimento al di là della forma di concerto ouverture. Come egli stesso disse, "nuovi vini richiedono nuove bottiglie", e come sottolinea Alan Walker, il "linguaggio della musica stava cambiando; sembrava inutile a Liszt contenerlo in forme che avevano quasi 100 anni." La musica delle ouverture ha lo scopo di ispirare gli ascoltatori ad immaginare scene, immagini, o stati d'animo; Liszt intendeva coniugare quelle qualità programmatiche con una gamma ed una complessità musicale normalmente riservate ai movimenti di apertura delle sinfonie classiche. Il movimento di apertura, con la sua interazione di temi contrastanti sotto forma di sonata, era normalmente considerato la parte più importante della sinfonia. Per raggiungere i suoi obiettivi, aveva bisogno di un metodo più flessibile di sviluppo dei temi musicali di quello che consentiva la forma-sonata, ma che preservasse l'unità complessiva della composizione musicale.

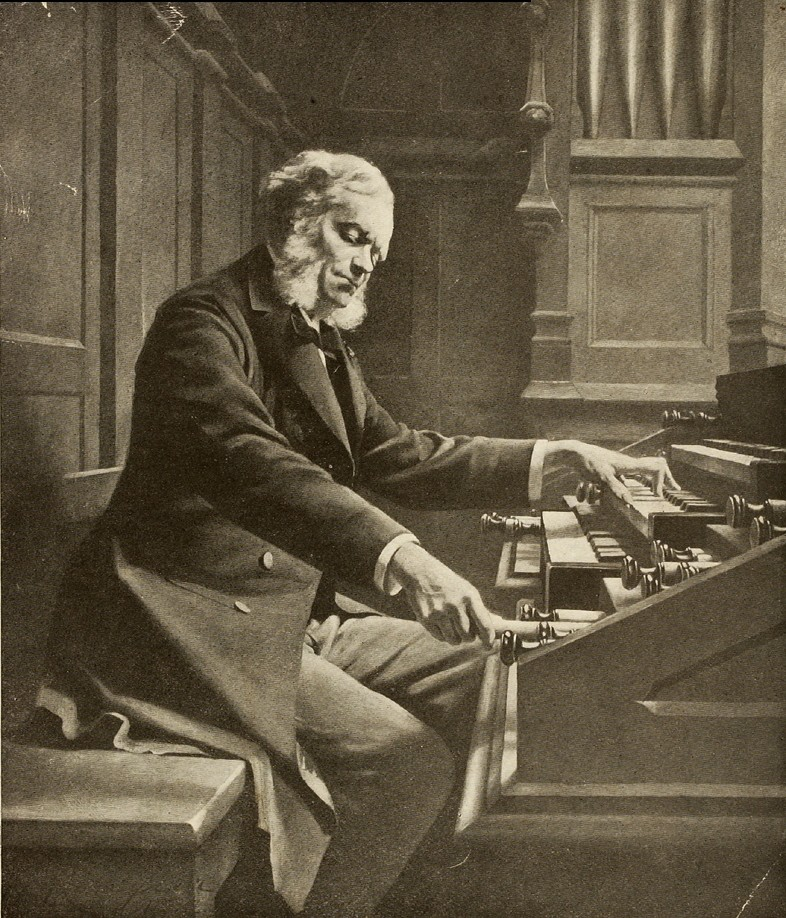
Secondo il musicologo Norman Demuth ed altri, César Franck scrisse il primo poema sinfonico.

Liszt trovò il suo metodo attraverso due pratiche compositive, che usò nei suoi poemi sinfonici. La prima pratica era la forma ciclica, una procedura creata da Beethoven, in cui certi movimenti non sono solo collegati, ma in realtà rispecchiano i contenuti l'uno dell'altro. Liszt prese la pratica di Beethoven andando oltre, combinando movimenti separati in un movimento singolo di una struttura ciclica. Molte delle opere della maturità di Liszt seguono questo modello, di cui Les Préludes è uno degli esempi più noti. La seconda pratica compositiva fu la trasformazione tematica, un tipo di variazione in cui un tema è cambiato, non in un tema correlato o subordinato, ma in qualcosa di nuovo, separato e indipendente. La trasformazione tematica, come la forma ciclica, non era una novità in sé; era già stata usata da Mozart e Haydn. Nel movimento finale della sua Nona Sinfonia, Beethoven aveva trasformato il tema dell' "Inno alla gioia" in una marcia turca. Weber e Berlioz avevano anche trasformato temi, e Schubert aveva utilizzato la trasformazione tematica per legare insieme i movimenti della sua Wanderer-Phantasie, un lavoro che ebbe una grande influenza su Liszt. Tuttavia, Liszt perfezionò la creazione di strutture significativamente più formali solo attraverso la trasformazione tematica, non solo nei poemi sinfonici, ma in altre opere come il suo Secondo Concerto per Pianoforte e la sua Sonata in si minore. Di fatto, quando un lavoro doveva essere accorciato, Liszt tendeva a tagliare le sezioni di sviluppo musicale convenzionale conservando le sezioni di trasformazione tematica.
Tra il 1845 e il 1847, il compositore franco-belga César Franck scrisse un pezzo orchestrale basato sul poema di Victor Hugo Ce qu'on entend sur la montagne. Il lavoro presenta le caratteristiche di un poema sinfonico e alcuni musicologi, come Norman Demuth e Julien Tiersot, lo considerano il primo del suo genere, anteriore alle composizioni di Liszt. Tuttavia, Franck non pubblicò né eseguì il suo pezzo; e neppure si mise a definirne il genere. La determinazione di Liszt di esplorare e promuovere il poema sinfonico gli fece ottenere il riconoscimento come ideatore del genere.
Finché non coniò il termine "poema sinfonico", Liszt presentò alcune di queste nuove opere orchestrali come ouverture; in effetti, alcuni dei poemi erano inizialmente ouverture o preludi per altre opere, solo in seguito in fase di ampliamento o di riscrittura superò i confini della forma ouverture. La prima versione del Tasso, dichiarò Liszt, era un'ouverture di scena per il dramma del 1790 di Johann Wolfgang von Goethe Torquato Tasso, eseguito per il Weimar Goethe Centenary Festival. Orpheus fu eseguito a Weimar il 16 febbraio 1854, preludio alla opera di Christoph Willibald Gluck Orfeo ed Euridice. Allo stesso modo, Hamlet iniziato nel 1858 come un preludio alla tragedia shakespeariana. Liszt utilizzò per la prima il termine "Sinfonische Dichtung" (poema sinfonico) in pubblico in un concerto a Weimar il 19 aprile 1854 per descrivere Tasso. Cinque giorni dopo, usò il termine "Poèmes symphoniques" in una lettera ad Hans von Bülow per descrivere Les Préludes ed Orpheus.

## Processo di composizione
Particolarmente sorprendente nei suoi poemi sinfonici è l'approccio di Liszt alla forma musicale. Come strutture puramente musicali, non seguono una presentazione e uno sviluppo rigorosi di temi musicali come farebbero sotto la forma-sonata. Invece essi seguono uno schema episodico sciolto, in cui i motivi, melodie ricorrenti associate a un oggetto, sono trasformate tematicamente in un modo simile a quello successivamente reso famoso da Richard Wagner. Le ricapitolazioni, in cui i temi sono normalmente rideterminati dopo che sono stati combinati e contrastati in fase di sviluppo, sono di scorcio, mentre le code, in cui i brani musicali in genere si snodano al termine, sono notevolmente ingrandite a una dimensione ed a una portata che possono influenzare il concetto dei temi da parte dell'ascoltatore. I temi si mescolano in nuovi e inaspettati modelli di ordini e tre o quattro strutture di movimento si riuniscono in una sola in un continuo processo di sperimentazione creativa.

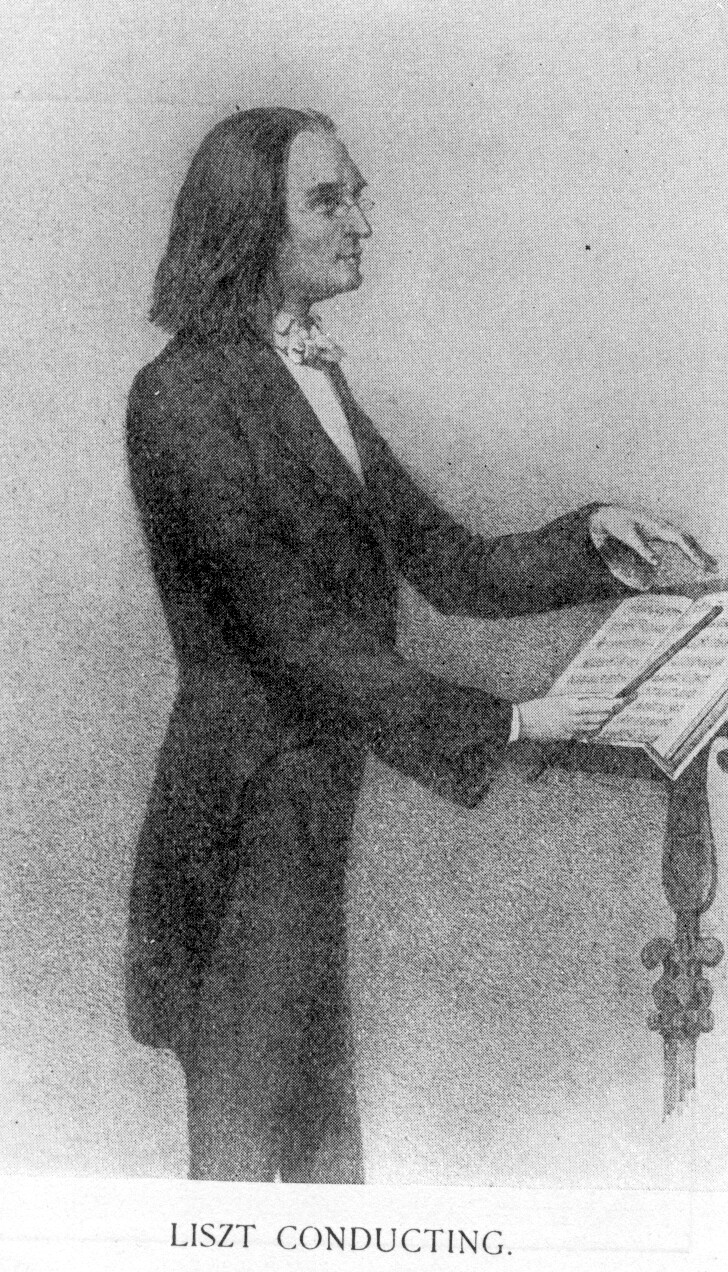
Liszt che dirige. "Avevo bisogno di sentire [i miei lavori]", avrebbe scritto, "al fine di averne un'idea."

Parte di questa sperimentazione creativa fu un approccio per tentativi ed errori. Liszt costruiva composizioni con diverse sezioni di musica che non avevano necessariamente un inizio e una fine distinti. Abbozzava sezioni, a volte senza completare pienamente, su un piccolo numero di righe musicali, con qualche indicazione dell'orchestrazione. Dopo che un assistente, August Conradi dal 1848 al 1849, Joachim Raff dal 1850 al 1853, aveva attuato le idee di Liszt e fornito una partitura con uno standard accettabile, Liszt avrebbe poi fatto ulteriori revisioni; trasferiva sezioni per formare diverse relazioni strutturali, e modificava il materiale connettivo o lo componeva ex novo, completando il brano musicale. La partitura veniva copiata, poi provata durante le prove con l'orchestra di Corte di Weimar e venivano apportate successive modifiche alla luce dell'esperienza pratica. Molti anni dopo, Liszt ricordava come il suo sviluppo compositivo dipendeva dal sentire un'orchestra eseguire le sue opere: "Ho bisogno di sentirli suonare, per avere un'idea di loro." Aggiungeva che era molto di più per questo motivo e non solo per assicurarsi un pubblico per le sue opere, che li sosteneva, a Weimar e altrove. Dopo molte di queste fasi di composizione, prove e revisione, Liszt riusciva a raggiungere una versione in cui la forma musicale gli sembrava equilibrata e lui era soddisfatto. Tuttavia era sua abitudine scrivere le modifiche sulla partitura già stampata. Dal suo punto di vista, le sue composizioni sono rimaste "lavori in corso", poiché ha continuato a rimodellare, rielaborare, o aggiungere e sottrarre materiale. In alcuni casi una composizione poteva esistere in quattro o cinque versioni simultaneamente.
Tasso, basato sulla vita del poeta italiano del XVI secolo, Torquato Tasso, è un perfetto esempio del metodo di lavoro di Liszt e dei suoi risultati basati sulla sua incessante sperimentazione. La versione del 1849 dopo uno schema di ouverture convenzionale, si divide in una sezione lenta ("Lamento") ed una veloce ("Trionfo"). Anche con questa divisione, l'intera opera era in realtà una serie di variazioni su un'unica melodia, un inno popolare cantato a Liszt da un gondoliere a Venezia alla fine del 1830. Tra le revisioni più significative che Liszt ne ha fatto c'era l'aggiunta di una sezione centrale sul genere del minuetto. Il tema del minuetto era, ancora una volta, una variante del popolare inno del gondoliere, diventando così un altro esempio di trasformazione tematica. Più tranquilla di una delle sezioni esterne, si proponeva di rappresentare gli anni più stabili del Tasso, durante gli anni di lavoro presso la famiglia Este a Ferrara. In una nota a margine, Liszt informa il direttore che l'orchestra "assume un doppio ruolo" in questa sezione; gli archi suonano un pezzo autonomo basato sulla versione originale del canto del gondoliere, mentre i legni ne suonano un altro basato sulla variazione utilizzata nel minuetto. Questo era molto tipico del modo di scrivere del compositore italiano Pietro Raimondi, la cui maestria contrappuntistica era tale che aveva scritto tre oratori, Joseph, Putifarre e Jacob, che possono essere eseguiti o singolarmente o insieme. Liszt aveva fatto uno studio delle opere di Raimondi, ma il compositore italiano era morto prima che Liszt potesse incontrarlo personalmente. Mentre la sezione del minuetto era stata probabilmente aggiunta per fare da ponte musicale tra il lamento di apertura e le sezioni trionfali finali, questa, insieme con altre modifiche "rese l'"Ouverture Tasso" non più un'ouverture". Il pezzo era diventato "troppo a lungo ee elaborato" per essere considerato un'ouverture e fu rinominato poema sinfonico.

## Il ruolo di Raff
Quando Liszt iniziò a scrivere poemi sinfonici ", aveva pochissima esperienza nella gestione di un'orchestra... la sua conoscenza della tecnica di strumentazione era difettosa e non aveva ancora composto quasi nulla per l'orchestra." Per queste ragioni si affidò dapprima a suoi assistenti August Conradi e Joachim Raff per colmare le lacune nella sua conoscenza e trovare la sua "voce orchestrale". Raff, "un compositore di talento con una comprensione immaginativa dell'orchestra", offrì una stretta assistenza a Liszt. Furono utili anche i virtuosi presenti in quel momento in orchestra alla corte di Weimar, come il trombonista Moritz Nabich, l'arpista Jeanne Pohl, il primo violino József Joachim ed il violinista Edmund Singer."[Liszt] mescolato quotidianamente con questi musicisti e le loro discussioni deve essere stato riempito di 'chiacchiere di bottega.'" Sia Singer che il violoncellista Bernhard Cossmann erano orchestrali di vasta esperienza che probabilmente sapevano i diversi effetti strumentali che una sezione d'archi poteva produrre, conoscenza che Liszt avrebbe trovato preziosa, e su cui egli avrebbe avuto molte discussioni con i due uomini. Con una tale gamma di talenti da cui imparare, Liszt può realmente aver acquistato padronanza dell'orchestrazione in tempi ragionevolmente rapidi. Nel 1853 non sentiva più bisogno dell'assistenza di Raff e la loro associazione professionale si concluse nel 1856. Inoltre, nel 1854 Liszt ricevette uno strumento appositamente progettato chiamato un "piano-organo" dalla ditta di Alexandre e fils a Parigi. Questo imponente strumento, una combinazione di piano e organo, era fondamentalmente un'orchestra in un pezzo solo che conteneva tre tastiere, otto registri, una pedaliera e una serie di tubi che riproducevano i suoni di tutti gli strumenti a fiato. Con esso, Liszt poteva provare varie combinazioni strumentali a suo agio come un ulteriore aiuto per la sua orchestrazione.

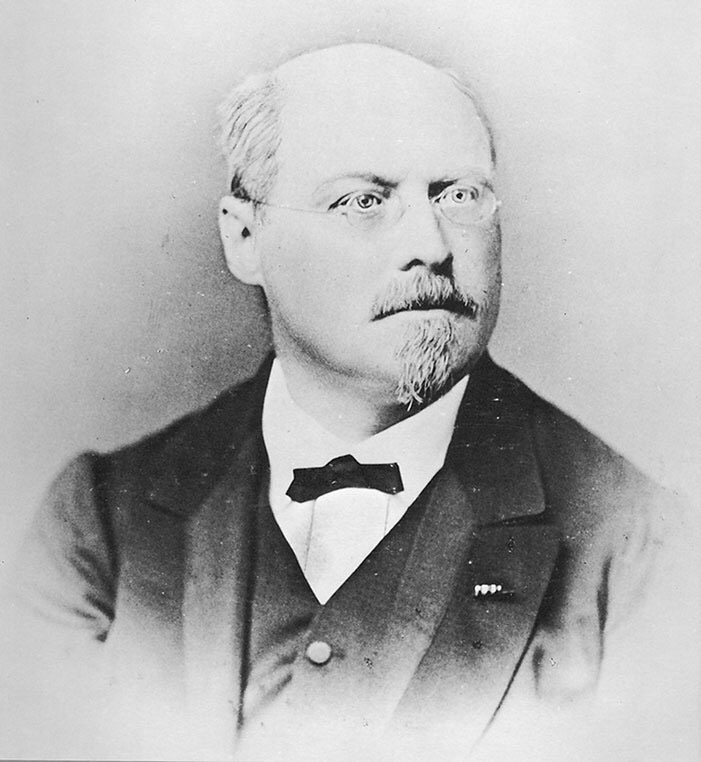
Joachim Raff, che fece affermazioni circa il suo ruolo nel processo compositivo di Liszt.

Sebbene Raff fosse stato in grado di offrire "suggerimenti pratici [nell'orchestrazione] che furono di grande valore per Liszt", ci può essere stato "un equivoco di fondo" sulla natura della loro collaborazione. Liszt voleva saperne di più sulla strumentazione e riconosceva la maggiore esperienza di Raff in questo settore. Quindi, dava a Raff schizzi di pianoforte da orchestrare, proprio come aveva fatto in precedenza con Conradi ", in modo che egli potesse provarli, riflettere su di essi, e poi, quando la sua confidenza con l'orchestra cresceva, cambiarli." Raff non era d'accordo, avendo l'impressione che Liszt lo volesse a parità di condizioni come un collaboratore completo. Mentre assisteva nel 1850 alle prove di Prometeo, disse a Bernhard Cossmann, che sedeva accanto a lui, "Ascolta la strumentazione. È la mia."
Raff continuava a fare tali affermazioni circa il suo ruolo nel processo compositivo di Liszt. Alcuni di questi racconti, pubblicati postumi da Die Musik nel 1902 e nel 1903, suggeriscono che fosse un collaboratore alla pari con Liszt. Le affermazioni di Raff furono supportate da Joachim, che era stato attivo a Weimar approssimativamente nello stesso periodo di Raff. Walker scrive che Joachim ricordò in seguito alla vedova di Raff ", che aveva visto Raff 'produrre partiture orchestrali complete da schizzi di pianoforte.'" Joachim disse anche al biografo di Raff, Andreas Moser che "il grande Concerto per pianoforte e orchestra n. 1 in Mi bemolle maggiore era stato orchestrato dall'inizio alla fine da Raff." Le dichiarazioni di Joachim e Raff misero in discussione in modo serio la paternità della musica orchestrale di Liszt, in particolare i poemi sinfonici. Queste congetture furono destituite di fondamento quando il compositore e studioso di Liszt, Peter Raabe confrontò attentamente tutti gli schizzi allora conosciuti delle opere orchestrali di Liszt con le versioni pubblicate delle opere stesse. Raabe dimostrò che, indipendentemente dalla posizione delle prime bozze, o di quanta assistenza Liszt potesse aver ricevuto da Raff o Conradi a quel punto, ogni nota delle versioni finali rappresenta le intenzioni di Liszt.

## Contenuti programmatici
Liszt preparò delle prefazioni scritte per nove dei suoi poemi sinfonici. Egli fece così, afferma Alan Walker, "era un riflesso della posizione storica in cui si trovava." Liszt era consapevole che queste opere musicali sarebbero state sperimentate non solo da intenditori selezionati, come sarebbe stato nel caso nelle generazioni precedenti, ma anche dal grande pubblico. Inoltre, egli sapeva la passione del pubblico a collegare le storie alla musica strumentale, a prescindere dalla loro origine, o dalla loro pertinenza ad una composizione musicale o se il compositore le avesse effettivamente autorizzate. Pertanto, con un atto preventivo, Liszt fornì il contesto prima che altri potessero inventarne uno che prendesse il suo posto. Liszt potrebbe anche aver intuito che, dato che molte di queste opere erano scritte in forme nuove, una sorta di spiegazione verbale o scritta sarebbe stata la benvenuta per spiegarne la forma.
Queste prefazioni si sono dimostrate atipiche in un paio di modi. Per primo, non precisano uno scenario particolare passo dopo passo che avrebbe seguito la musica, ma piuttosto un contesto generale. Alcune di esse, infatti, sono poco più di digressioni autobiografiche su ciò che ha ispirato Liszt per comporre un brano o su quali sentimenti stava cercando di ispirare attraverso di esso. Mentre queste intuizioni potrebbero rivelarsi "utile e interessante" in se stesse, Walker ammette, aiuteranno gli ascoltatori a "visualizzare la musica che segue?" Per Liszt, conclude Walker, "la visualizzazione di un programma dettagliato semplicemente non è un problema." Inoltre, Liszt scrisse queste prefazioni molto tempo dopo che aveva composto la musica. Questo fu l'esatto contrario di altri compositori, che scrissero la loro musica per adattarla ad un programma preesistente. Per entrambe queste ragioni, suggerisce Walker, le prefazioni di Liszt potrebbero essere chiamate "programmi sulla musica" con uguale logica o validità. Egli aggiunge che le prefazioni potrebbero non essere del tutto state ideate o create da Liszt, dal momento che esistono prove che la sua compagna di allora, la principessa Principessa Carolina di Sayn-Wittgenstein, aveva contribuito a crearle o formarle.
Nel complesso, Walker conclude, "i posteri potrebbero aver sovrastimato l'importanza del pensiero extra-musicale nei poemi sinfonici di Liszt Non vorremmo essere senza le sue prefazioni, naturalmente, né qualsiasi altra cosa che abbia fatto circa le origini della sua musica, ma non dovremmo seguirle pedissequamente, per la semplice ragione che nemmeno i poemi sinfonici stessi le seguono pedissequamente". Hugh MacDonald concorda che Liszt "aveva una visione idealizzata del poema sinfonico" più evocativa che rappresentativa. "Solo raramente raggiunse nei suoi poemi sinfonici l'immediatezza ed il minuzioso tempismo che la narrazione richiede," MacDonald spiega; egli in genere si concentrava nell'esprimere idee poetiche, creando uno stato d'animo o un'atmosfera, astenendosi nel complesso dalla descrizione narrativa o dal realismo pittorico.

## Accoglienza

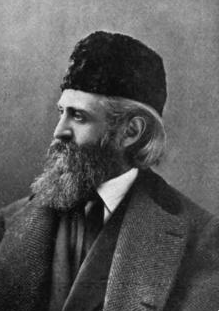
Leopold Damrosch contribuì a diffondere i poemi sinfonici di Liszt.

Liszt compose i suoi poemi sinfonici nel corso di un periodo di grande dibattito tra i musicisti in Europa centrale e la Germania, conosciuto come la Guerra dei Romantici. Poiché il lavoro di Beethoven era ammirato universalmente, i conservatori che comprendevano Johannes Brahms e i membri del Conservatorio di Lipsia lo ritenevano insuperabile. I liberali, come Liszt, Wagner e altri della nuova scuola tedesca, avevano visto la novità di Beethoven come un inizio nella musica, non una fine. In questo clima, Liszt era emerso come un parafulmine per l'avanguardia. Anche con la musica innovativa che veniva scritta da Wagner e Berlioz, era Liszt, dice Walker, "che stava facendo tanto clamore e attirava più attenzione" attraverso le sue composizioni musicali, gli scritti polemici, la direzione e l'insegnamento.
Consapevole del potenziale delle polemiche, Liszt scrisse: "Il barometro è difficilmente impostato sulle lodi per me in questo momento. Mi aspetto un bel acquazzone pesante di pioggia, quando compaiono i poemi sinfonici". Joseph Joachim, che a suo tempo a Weimar aveva trovato le prove di laboratorio di Liszt e il processo per tentativi ed errori praticato in esse faticoso, era costernato per quello che considerava la loro mancanza di creatività. Il critico musicale di Vienna Eduard Hanslick trova anche il termine "Sinfonische Dichtung" (Poema sinfonico), contraddittorio e offensivo; scrisse contro di essi con veemenza, dopo averne sentito uno solo, Les Préludes. Il chirurgo Theodor Billroth, che era anche un amico musicale di Brahms, scrisse di loro: "Questa mattina [Brahms] e Kirchner ha suonato i Poemi Sinfonici (sic) di Liszt su due pianoforti ... musica d'inferno e non può nemmeno essere chiamata musica, carta musica igienica! Ho finalmente posto il veto a Liszt per motivi medici e noi stessi ci siamo purgati con [la riduzione per pianoforte del] Sestetto per Archi in sol maggiore di Brahms". Wagner fu molto più ricettivo; era d'accordo con l'idea dell'unità delle arti che Liszt aveva sposato e scrisse tanto nella sua "Lettera aperta su poemi sinfonici di Liszt". Walker ritiene che questa lettera fondamentale nella Guerra dei Romantici:
Tale era la controversia su queste opere che due punti furono trascurati dalla critica. In primo luogo, l'atteggiamento di Liszt verso la musica a programma era derivato dalla Sinfonia Pastorale di Beethoven, e avrebbe probabilmente sostenuto che la sua musica, come la "Pastorale", era "più l'espressione del sentimento che pittura". In secondo luogo, anche i compositori più conservatori come Felix Mendelssohn e Brahms avevano scritto musica a programma. Le Ebridi Ouverture di Mendelssohn poteva essere considerato un paesaggio marino musicale in base all'esperienza autobiografica ma indistinguibile nelle intenzioni musicali dai poemi sinfonici di Liszt. Intitolando la prima delle sue op. 10 Ballades come "Edward", Brahms la nominò come la controparte musicale della sua vecchia e omonima saga scozzese. Questa non era l'unica volta Brahms avrebbe scritto musica a programma.

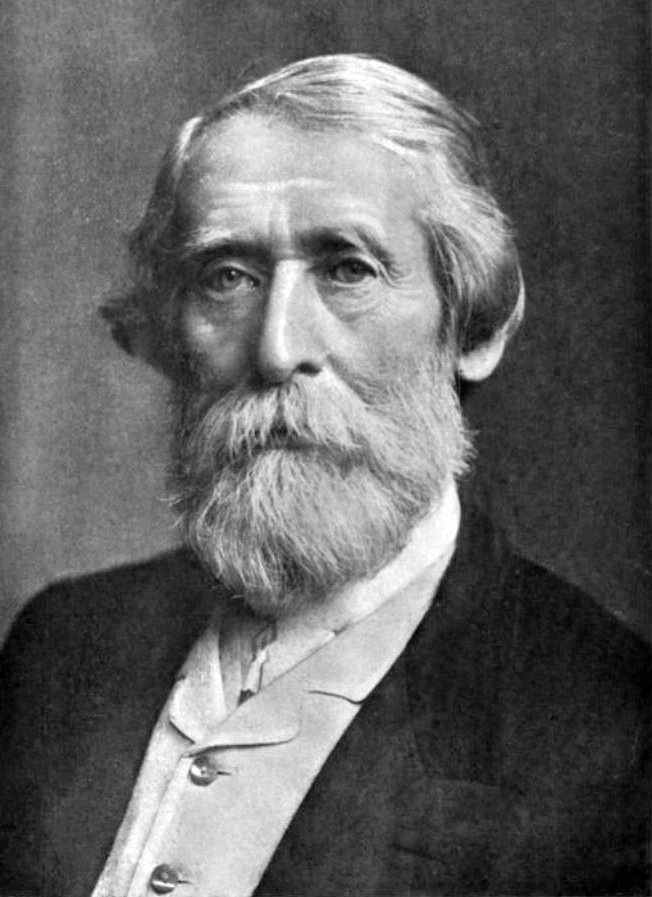
Karl Klindworth, un altro seguace di Liszt che dirigeva i poemi sinfonici.

I nuovi lavori di Liszt non trovarono garantito il successo nel loro pubblico, soprattutto nelle città, dove gli ascoltatori erano abituati ad una programmazione musicale più conservatrice. Poiché Liszt aveva avuto "un solido successo" con Prometheus e Orfeo nel 1855, quando le aveva dirette a Brunswick, il clima di dicembre a Berlino per Les Préludes e Tasso era più freddo. La sua esecuzione di Mazeppa due anni dopo a Lipsia fu quasi interrotta a causa dei fischi da parte del pubblico. Un incidente simile si era verificato quando Hans von Bülow aveva diretto Der ideale a Berlino nel 1859; dopo lo spettacolo, il direttore si girò verso il pubblico e ordinò ai manifestanti di andarsene", in quanto non è consuetudine fischiare in questa sala." Le cose migliorarono un po' nei decenni successivi, grazie agli sforzi dei discepoli di Liszt, come Bülow, Carl Tausig, Leopold Damrosch e Karl Klindworth. Tuttavia, il pubblico al momento trovava le composizioni sconcertanti.
Il pubblico potrebbe essere stato sfidato da complessità dei lavori opere, che avevano anche causato problemi per i musicisti. Scritti in forme nuove, i poemi sinfonici usavano segnature di tempo non ortodosse, producendo a volte un ritmo insolito. Il ritmo irregolare si è dimostrato difficile da suonare e sembrava incostante agli ascoltatori. Rispetto alle armonie più dolci di Mozart od alle sinfonie di Haydn, o molte arie d'opera del tempo, le armonie avanzate del poema sinfonico potevano produrre musica dura o imbarazzante. Per via del suo uso di tonalità insolite, il poema sinfonico aveva molte note taglienti e piatte, più di un'opera musicale standard. Il maggior numero di note rappresentava una sfida per i musicisti, che dovevano variare l'intonazione delle note in base alla partitura. Le rapide fluttuazioni nella velocità della musica erano un altro fattore di complessità del poema sinfonico. L'uso costante di schemi di musica da camera, usati con esecutori singoli che eseguono estesi passaggi solistici o con piccoli gruppi che suonano passaggi d'insieme, causava uno stress per l'orchestra; gli errori del solista o dei piccoli gruppi non sarebbero stati "coperti" dal suono di massa dell'orchestra e erano evidenti a tutti.
Questi aspetti del poema sinfonico richiedevano agli orchestrali di avere capacità superiori, intonazione perfetta, un orecchio finissimo e la conoscenza dei compiti dei membri della loro orchestra. La complessità dei poemi sinfonici potrebbe essere stata uno dei motivi per cui Liszt esortava gli altri direttori a "tenerli in disparte" dagli altri lavori finché non fossero preparati ad affrontarne le sfide. La maggior parte delle orchestre di piccole città in quel momento non erano in grado di soddisfare le esigenze di questa musica. Anche le orchestre contemporanee affrontavano una nuova sfida durante la riproduzione dei poemi sinfonici di Liszt per la prima volta. Liszt teneva le sue opere su manoscritti, distribuendole all'orchestra durante il suo tour. Alcune parti dei manoscritti furono così pesantemente corrette che gli orchestrali avevano difficoltà a decifrarli, per non parlare di suonare bene. I poemi sinfonici furono considerati un tale rischio finanziario, che le parti orchestrali per molti di loro non furono pubblicate fino al 1880.

## Eredità
Con l'eccezione di Les Préludes, nessuno dei poemi sinfonici è entrato nel repertorio standard, anche se i critici suggeriscono che i migliori di loro, Prometheus, Hamlet e Orpheus, varrebbero la pena di ulteriori ascolti. Il musicologo Hugh MacDonald scrive: "Anche se sono disuguali nello scopo e nella realizzazione, hanno guardato in avanti a momenti di sviluppo più moderno ed hanno piantato i semi di un ricco raccolto di musica nelle due generazioni successive." Parlando del genere stesso, MacDonald aggiunge che, anche se il poema sinfonico è legato all'opera lirica nella sua estetica, ha soppiantato in modo efficace l'opera e la musica cantata, diventando "il più sofisticato sviluppo della musica programma nella storia del genere." L'autorevole sperto di Liszt Humphrey Searle concorda sostanzialmente con MacDonald, scrivendo che Liszt "ha voluto esporre idee filosofiche e umanistiche che erano della massima importanza per lui." Queste idee non erano solo collegate con i problemi personali di Liszt come artista, ma hanno anche coinciso con i problemi espliciti affrontati dagli scrittori e pittori dell'epoca.
Nello sviluppo del poema sinfonico, Liszt "soddisfece tre delle principali aspirazioni della musica del XIX secolo: mettere in relazione la musica con il mondo esterno, integrare le forme multi movimento ... ed elevare la musica a programma strumentale ad un livello superiore a quello dell'opera lirica , il genere in precedenza considerato come la più alta forma di espressione musicale". Per adempiere a queste esigenze, i poemi sinfonici hanno svolto un ruolo importante, ampliando la portata e la forza espressiva della musica avanzata del suo tempo. Secondo lo storico musicale Alan Walker, "La loro importanza storica è innegabile, sia Sibelius che Richard Strauss sono stati influenzati da loro, e adattarono e svilupparono il genere a modo loro. Per tutti i loro difetti, questi pezzi offrono molti esempi di spirito pionieristico per il quale Liszt è celebre".

## Lista dei lavori

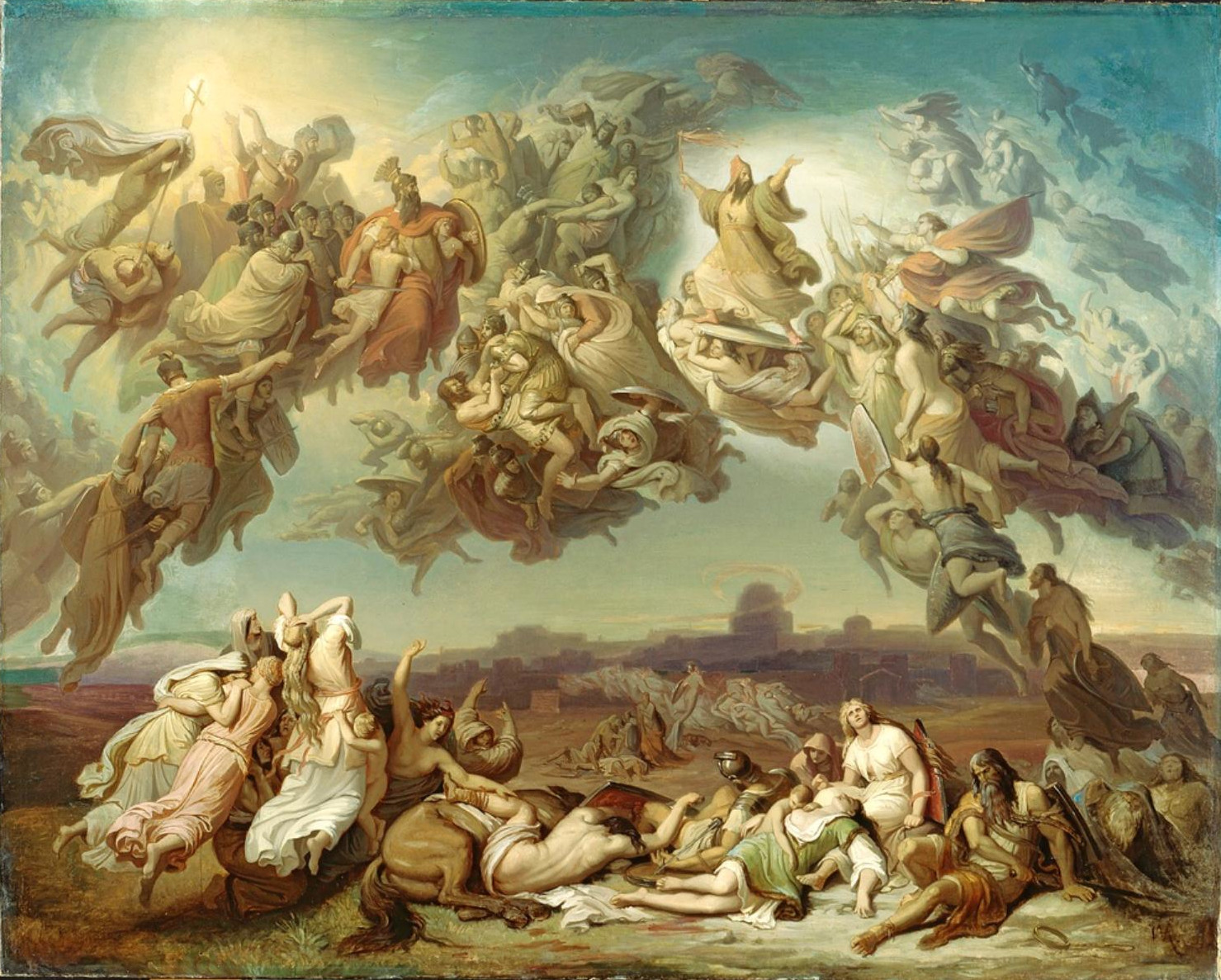
Die Hunnenschlacht, come dipinto da Wilhelm von Kaulbach, su cui Liszt basò il suo poema sinfonico con lo stesso nome.

In ordine cronologico i poemi sinfonici sono i seguenti, con la numerazione pubblicata che differisce come segue:
- N. 1 Ce qu'on entend sur la montagne, (Quel che si ascolta sulla montagna; da Victor Hugo) (1848–49; originariamente orchestrato da Joachim Raff, terza versione per orchestra di Liszt, 1854)
- No. 3 Les Préludes, (da Alphonse de Lamartine) (1848) basato sul preludio alla cantata Les Quatre Éléments (1845)
- N. 2 Tasso, Lamento e Trionfo, (da Byron) (1849 dagli schizzi precedenti, orchestrato da August Conradi e Raff; ampliato e orchestrato da Liszt, 1854)
- N. 5 Prometheus (1850, in origine un'ouverture ai Choruses di Herder Prometeo liberato)
- N. 8 Héroïde funèbre (Lamento d'eroe - 1849–50) (basato sul primo movimento dell'incompiuta Sinfonia rivoluzionaria del 1830)
- N. 6 Mazeppa, (da Victor Hugo 1851)
- N. 7 Festklänge (Suoni di festa) (1853)
- N. 4 Orpheus (1853–4)
- N. 9 Hungaria (1854)
- N. 11 Hunnenschlacht (Battaglia di Unni; ispirato ad un dipinto di Wilhelm von Kaulbach) (1856–7)
- N. 12 Die Ideale, (da Friedrich Schiller) (1857)
- N. 10 Hamlet, (da William Shakespeare) (1858)
- N. 13 Dalla culla alla tomba (Von der Wiege bis zum Grabe; ispirato ad un dipinto di Mihály von Zichy) (1881–2)

## Lavori correlati
Le sinfonie Faust e Dante di Liszt condividono la stessa posizione estetica dei poemi sinfonici. Anche se sono opere multi-movimento che utilizzano un coro, i loro metodi e gli obiettivi compositivi sono i medesimi. Due episodi dal Faust di Lenau dovrebbero essere considerati con poemi sinfonici. Il primo, "Der Nächtliche Zugo", è strettamente descrittivo di Faust mentre osserva un passaggio in processione di pellegrini per la notte. Il secondo, "Der Tanz in der Dorfschenke", che è anche conosciuto come il Primo Mephisto Waltz, racconta di Mefistofele che raccoglie un violino a un ballo di paese.

## Osservazioni
1. ↑  L'ostilità tra questi due gruppi era tale che, quando Bülow fu invitato a Lipsia per dare un recital di pianoforte nel 1857, gli fu chiesto di tralasciare la Sonata in si minore per pianoforte di Liszt dal suo programma. "Le persone hanno sentito che suonate i lavori di Liszt," Ferdinand David scrisse a Bülow. "Mostrate loro che voi capite non meno il lavoro dei maestri più anziani." Bülow era furibondo, non solo per la modifica richiesta, ma che David avesse considerato l'opera di Liszt indegna di essere chiamata una sonata (Walker, Weimar, 348).